# 鎮原県
鎮原県（ちんげん-けん）は中華人民共和国甘粛省慶陽市に位置する県。県人民政府の所在地は城関鎮。

## 地理
鎮原県は慶陽市の南西部、北緯35度27分から36度16分、東経106度44分から107度36分に位置し、東は慶城県・西峰区、西は寧夏回族自治区彭陽県、南は平涼市涇川県・崆峒区、北は環県と隣接する。

## 行政区画
13鎮、6郷を管轄する：
- 鎮：城関鎮、屯字鎮、孟壩鎮、三岔鎮、平泉鎮、開辺鎮、太平鎮、臨涇鎮、新城鎮、上肖鎮、新集鎮、馬渠鎮、廟渠鎮
- 郷：南川郷、方山郷、殷家城郷、武溝郷、郭原郷、中原郷

## 交通

### 道路
- 国道
  - G309国道
  - G327国道（中国語版）